# Jolanthe (Oper)
Jolanthe (russisch: Иоланта, Iolanta) ist eine Lyrische Oper in einem Akt von Pjotr Iljitsch Tschaikowski nach einem Libretto seines jüngeren Bruders Modest Tschaikowski, das auf Kong Renés Datter (König Renés Tochter), dem Schauspiel des dänischen Dichters Henrik Hertz, basiert. Die Oper trägt die Opusnummer 69 und wurde gemeinsam mit dem Ballett Der Nussknacker am 6. Dezemberjul. / 18. Dezember 1892greg. im Mariinski-Theater in Sankt Petersburg zur Uraufführung gebracht.

## Handlung
Prinzessin Jolanthe lebt abgeschieden auf einem Schloss in der hügligen Provence. Sie ist von Geburt an blind. Ihr Vater, König René, hat unter Androhung von Strafe verboten, sie davon ins Bild zu setzen, was ihr fehle. Auch dass sie eine Königstochter ist, weiß Jolanthe nicht.
Im Schlossgarten gibt sich Jolanthe, umgeben von Martha und ihren Freundinnen, ihrer Traurigkeit hin. Sie spürt, dass man vor ihr etwas verborgen hält. Um sie aufzuheitern, bestellen die Frauen fröhliche Musik. Jolanthe will davon nichts wissen. Sie schickt ihre Freundinnen nach Blumen.
Nachdem Jolanthe im Garten des Schlosses unter dem Gesang eines Wiegenlieds eingeschlafen ist, vernimmt man den Schall von Jagdhörnern. Almerik, der neue Waffenträger des Königs, kündigt die Ankunft des Königs an. Bertrand, der Türhüter des Schlosses, warnt davor, in Jolanthes Gegenwart vom Licht zu reden oder sie merken zu lassen, dass ihr Vater König ist.
König René trifft ein in Begleitung eines maurischen Arztes, Ibn-Hakia, der Jolanthe heilen soll. Der Arzt untersucht die schlafende Prinzessin. Er hält eine Heilung für möglich, besteht aber darauf, dass Jolanthe zuerst um ihre Blindheit wissen und eine Heilung innig herbeisehnen müsse, vorher verspreche eine Behandlung keinen Erfolg. Der König lehnt entschieden ab, Jolanthe das sorgsam gehütete Geheimnis zu offenbaren.
Bei Anbruch der Nacht dringen trotz deutlicher Verbotstafel zwei verirrte Ritter in den Garten ein. Es sind Robert, Herzog von Burgund, dem Jolanthe versprochen ist, und sein Waffengefährte, Graf Vaudémont. Robert, der nicht weiß, dass Jolanthe blind ist, liebt eine andere Frau, Mathilde, und wünscht sich nichts dringlicher, als von seinem Heiratsversprechen entbunden zu werden. Vaudémont jedoch verliebt sich beim Anblick der schlafenden Prinzessin auf der Stelle in sie. Robert ist das nicht geheuer, er möchte Vaudémont mit Gewalt wegbringen. Dabei erwacht Jolanthe. Sie empfängt die Ritter freundlich und bewirtet sie. Robert fürchtet eine Falle und macht sich davon, seine Scharen zu holen.
Vaudémont bleibt allein zurück mit Jolanthe. Er bittet sie darum, ihm eine rote Rose zu pflücken, die ihn an die liebliche Röte ihrer Wangen erinnern soll. Sie gibt ihm stattdessen eine weiße und ist auch nicht in der Lage, die Anzahl der Rosen im Strauß zu nennen, ohne sie mit den Händen zu greifen. Vaudémont wird gewahr, dass sie blind ist. Voller Mitleid erzählt er ihr von der Schönheit des Lichts, dieses „wunderbaren Erstlingswerks der Schöpfung“.
Der König, Ibn-Hakia, Almerik und Bertrand erscheinen. Es wird deutlich, dass Jolanthe das Geheimnis ihrer Blindheit nicht mehr verborgen ist. Der König dringt in seiner Verzweiflung darauf, dass sich Jolanthe nun einer Behandlung unterzieht. Sie ist bereit, ihrem Vater zu gehorchen, kann sich aber nicht sehnlichst herbeiwünschen, was sie gar nicht kennt, wie es für eine erfolgversprechende Behandlung nötig wäre. Der König droht Vaudémont mit der Todesstrafe, falls die Heilung seiner Tochter misslingt. Angesichts dieser Gefahr verkündet Jolanthe ihre Bereitschaft, alles zu ertragen, um Vaudémont, dessen Liebe sie erwidert, zu retten. Sie geht mit dem Arzt ab.
König René eröffnet Vaudémont, dass er seine Todesdrohung nicht wahrmachen will, sondern diese einzig dem Zweck diente, in Jolanthe den Wunsch nach Heilung inniger werden zu lassen. Vaudémont gibt ihm gegenüber seine adlige Identität preis und bittet um die Hand Jolanthes. Jolanthe aber ist bereits einem andern versprochen.
Robert kehrt mit seinen Truppen zurück. Er erkennt König René und verneigt sich vor ihm. Nun erst wird es Vaudémont bewusst, wen er die ganze Zeit vor sich hatte. Robert ist trotz seiner Liebe zu Mathilde bereit, die ihm seit seiner Kindheit zugedachte Jolanthe zu heiraten, wenn der König darauf beharrt. König René entbindet ihn von seinem Versprechen und ist nun seinerseits frei, Jolanthe Vaudémont zur Frau zu geben. Ibn-Hakia und Jolanthe kehren zurück. Jolantha kann sehen. Sie besingt die zauberhafte Welt, die für sie sichtbar geworden ist. Alle freuen sich und loben Gott.

## Instrumentation
Die Orchesterbesetzung der Oper enthält die folgenden Instrumente:
- Holzbläser: drei Flöten (3. auch Piccolo), zwei Oboen, Englischhorn, zwei Klarinetten, zwei Fagotte
- Blechbläser: vier Hörner, zwei Trompeten, drei Posaunen, Tuba
- Pauken (zwei Spieler)
- zwei Harfen
- Streicher

## Aufnahmen
- 2012 (DVD): Ekaterina Scherbachenko, Pavel Černoch, Dirigent: Teodor Currentzis, Inszenierung: Peter Sellars – Teatro Real de Madrid.

## Inszenierungen
2022 inszenierte Lotte de Beer an der Wiener Volksoper das Werk Jolanthe und der Nussknacker, bei dem die Oper Jolanthe und Tschaikowskis Ballett Der Nussknacker zu einer Geschichte verwoben wurden.